# 1-ша танкова армія (СРСР)
Пе́рша та́нкова а́рмія (1 ТА) — танкова армія у складі Збройних сил СРСР з 26 липня 1942 по 25 квітня 1944.

## Командування
- Командувачі:
  - генерал-майор артилерії Москаленко К. С. (24 липня — 8 серпня 1942),
  - генерал-лейтенант танкових військ, з квітня 1944 генерал-полковник танкових військ Катуков М. Ю. (30 січня 1943 — 25 квітня 1944)